# The Corrs
The Corrs es una banda irlandesa formada por cuatro hermanos, Andrea, Caroline, Sharon y Jim Corr, que practican una combinación entre la música tradicional irlandesa, el pop contemporáneo y el rock. Durante su carrera han grabado éxitos como "Runaway", "Only When I Sleep", "What Can I Do?", "I Never Loved You Anyway", "Dreams", "Radio", "Breathless" o "Summer Sunshine", con los que han vendido más de 50 millones de discos. Tienen el título de miembros de la Orden del Imperio Británico.
Han actuado en numerosos conciertos benéficos (como Live 8, el Prince's Trust, o el 46664 de la Fundación Mandela) y festivales como Glastonbury  y el Intercéltico de Lorient en 2016.  Tras una pausa de diez años en los que Andrea y Sharon emprendieron carreras en solitario, en 2015 anunciaron su regreso con el álbum White Light.

## Carrera musical

### 1990-1994: Los primeros pasos de la banda
Los primeros pasos de la banda de The Corrs se vinculan directamente a sus padres; Gerry Corr y su esposa Jean, quien murió esperando un trasplante de pulmón en 1999. Ambos criaron a su familia en Dundalk (provincia de Leinster). Gerry y Jean Corr actuaban juntos formando una banda llamada Sound Affair, llevando a menudo a sus hijos a sus presentaciones. Solían interpretar versiones de ABBA o los Eagles en pubs de la localidad. De esta manera, los hermanos Corr vivieron inmersos en el mundo de la música. Los cuatro hermanos comenzaron desde muy jóvenes a tocar varios instrumentos, alentados por sus padres. A lo largo de sus años como adolescentes los chicos ensayaban en un estudio improvisado, en una casa alquilada por Jim.
Mientras Caroline y Andrea todavía estaban en el colegio, Jim (quien ya había tenido su propia banda) y Sharon comenzaron a tocar como dúo, a menudo en el pub de su tío, McManus's. En 1990, las hermanas menores se unieron al dúo formando la banda, para cuyo nombre en un principio se pensó "The Cosmic Egg" (El Huevo Cósmico). Su carrera como grupo comenzó al año siguiente, en 1991, cuando acudieron a un casting para la película de Alan Parker The Commitments. Allí conocieron a John Hughes, quien se convirtió en su mánager. A través de él conocerán a su primer productor, David Foster, que quedó impresionado cuando tocaron para él en una sesión acústica.

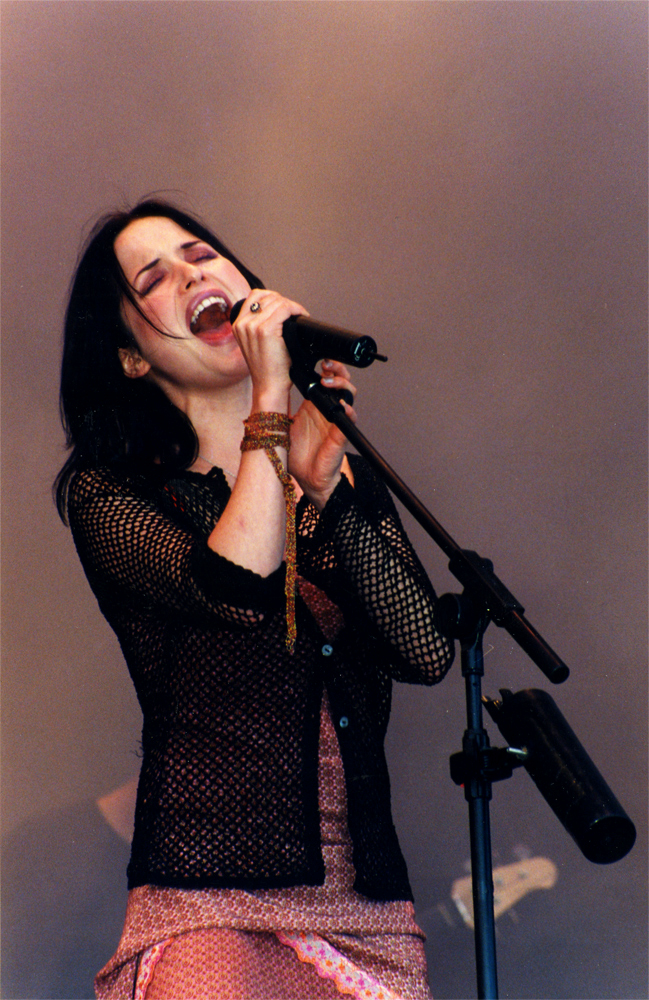
Festival de Glastonbury de 1999.

En 1994, tras ver una actuación suya en Whealans Music Bar, Dublín, la embajadora estadounidense en Irlanda Jean Kennedy Smith, hermana del senador Ted Kennedy y John F. Kennedy, los invitó a actuar en un evento de la Copa Mundial de Fútbol de 1994, celebrada en Boston. 

### 1995-1996:Forgiven, Not Forgotten
Jason Flom, vicepresidente y productor de Atlantic Records, recomendó al grupo para quedar y conocer a David Foster; músico, productor y compositor canadiense. The Corrs realizó una prueba en acústico para este interpretando "Forgiven, Not Forgotten" e inmediatamente decidió contratarles en nombre de Atlantic Records.
El grupo lanzó en 1995 su primer álbum titulado Forgiven, Not Forgotten, grabado en Estados Unidos, del que se han vendido 5 millones de copias. El álbum había tenido bastante éxito en algunos países de Europa y Australia pero buena parte de sus ventas llegaron años más tarde. De este disco se editaron algunos de sus éxitos más sonados como "Runaway", "The Right Time" o el tema que da título al disco. En 1996 actúan en un concierto de Navidad celebrado en la Ciudad del Vaticano y son recibidos por Juan Pablo II. Ese mismo año también actúan en los Juegos Olímpicos de Atlanta y se convierten en teloneros de la gira de Céline Dion. La mezcla de pop-rock con música tradicional irlandesa les abrió un hueco en el mercado internacional.

### 1997-1999:Talk On CornersyMTV Unplugged
En 1997 les siguió su disco más aclamado, Talk On Corners, cuyo primer sencillo fue "Only When I Sleep". En el Reino Unido el álbum había llegado al número 7 y pronto fue bajando en las listas. El disco había tenido mucho éxito en varios lugares pero faltaba por conquistar el Reino Unido.
En 1998 se pensó en ellos para el tradicional concierto del día de San Patricio en Inglaterra. Para ello ofrecieron un concierto en el Royal Albert Hall de Londres el 17 de marzo de ese año, que fue emitido íntegro por la BBC. Contaron con la colaboración de Mick Fleetwood, componente de Fleetwood Mac. The Corrs había versionado uno de sus temas más populares, "Dreams", para un disco tributo a dicho grupo, y en el concierto del Royal tocaron esa nueva versión folk. A partir de ese concierto, el disco Talk On Corners resucitó de los puestos más bajos de la lista de ventas de Reino Unido y llegó a ser número 1, puesto que repitió durante varias semanas. Por otra parte, se dio un momento en el que el número 2 en la lista de ventas era Forgiven, Not Forgotten, el álbum que habían editado 3 años antes; esta situación, la de tener dos álbumes simultáneamente en el número uno y el dos, solo se había dado con los Beatles y con Mike Oldfield.
Comenzaba el apogeo del grupo en la isla británica, lo que llevó a obtener aún más impacto a nivel global. Talk On Corners, que vendió más de 10 millones de copias en todo el mundo, fue el disco más vendido de 1998 en el Reino Unido y uno de los más vendidos en la historia de las listas británicas, con casi 3 millones de ejemplares. Ese mismo año reeditaron el álbum en una Edición Especial que incluía varios remixes. The Corrs tenía en ese momento varios singles en el top-10 de los charts ingleses. El remix de Runaway fue número 2 eclipsado por el primer sencillo de Britney Spears. "What Can I Do?", "I Never Loved You Anyway", "So Young"... fueron algunos de los sencillos con los que triunfaron en aquel momento, sobre todo en Europa, Asia y Australia.
En 1999 clausuraron su gira mundial en Lansdowne Road, un estadio de Dublín ante 50.000 seguidores. El concierto fue editado en video y DVD. The Corrs era el segundo grupo irlandés en actuar en un estadio en Irlanda, después de U2. Ese mismo año editaron un exitoso concierto en vivo para la MTV junto con la Orquesta de Dublín, cuyo primer sencillo fue "Radio". Además versionaron el tema de REM "Everybody Hurts", y "No Frontiers", de Jimmy McCarhty, interpretada por Sharon y Caroline. También componen e interpretan "Lifting Me" para la campaña publicitaria de Pepsi. A finales de este año fueron los encargados de amenizar la entrega del Premio Nobel de la Paz en Oslo.

### 2000-2003:In BlueyBest of

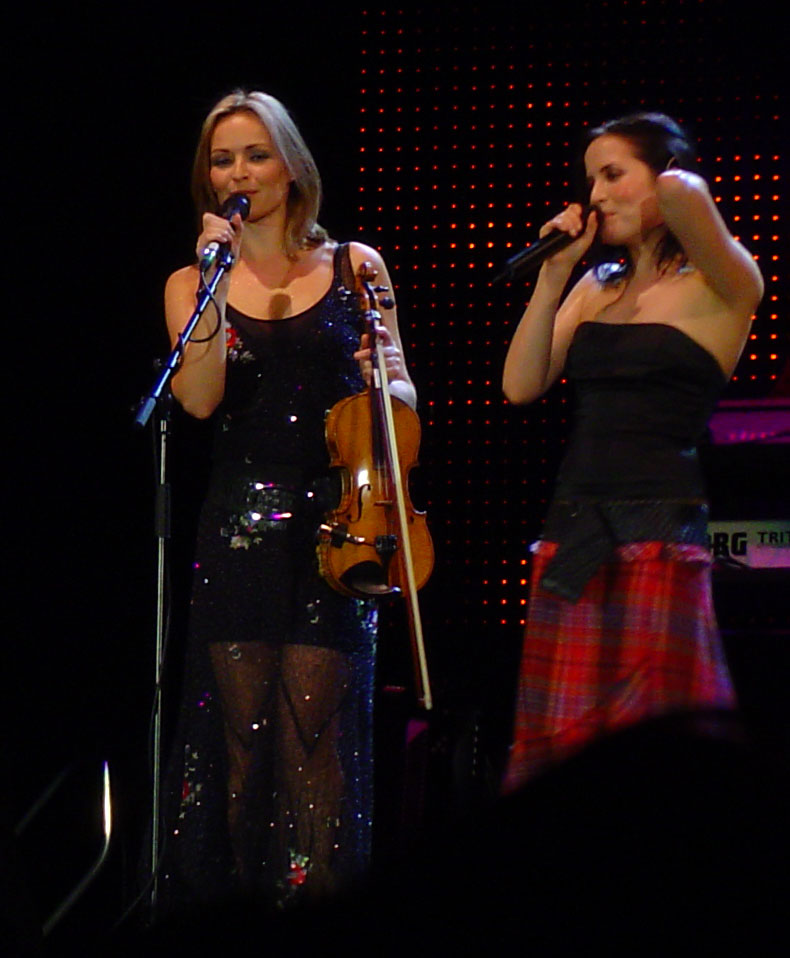
Sharon (izq.) y Andrea en el Borrowed Heaven Tour

Tras superar la temprana muerte de su madre, Jean Corr, editaron su tercer álbum de estudio In Blue en 2000, con el que conquistaron el mercado estadounidense gracias al sencillo "Breathless", que fue número #1 en, entre otros, el Reino Unido. Con este disco experimentaron nuevos sonidos y, aunque no consiguieron remontar el éxito de su predecesor, fue número #1 en más de quince países, vendiendo unos siete millones de ejemplares. A "Breathless" le siguieron los sencillos "Irresistible", "Give me a reason" y "All the love in the world" (BSO de "La pareja del año"). "Breathless" es considerado el sencillo más exitoso de la banda, el cual ha vendido más de 5 millones de copias, lo que le convierte en el decimonoveno sencillo más vendido durante el 2000. Ese mismo año reeditaron el disco con varios temas inéditos y ofrecieron un concierto en el Wembley Arena de Londres durante dos jornadas consecutivas, concierto editado en VHS/DVD.
Ante los éxitos cosechados en los últimos seis años, en 2001 se lanzó el recopilatorio Best Of, que contó con una colaboración con Alejandro Sanz cantando en español Una Noche (versión del tema de In Blue, "One Night"), lo que les abrió las puertas del mercado hispanoamericano. Incluía también dos temas inéditos, entre ellos el sencillo Would You Be Happier?. Ese mismo año graban el concierto de Navidad para la BBC Radio 2 con orquesta, y editaron un nuevo sencillo con Alejandro Sanz, "The Hardest Day", compuesta por el artista español.
En 2002 realizan un concierto para la televisión VH1 en el que colaboran Bono (U2) y Ron Wood (Rolling Stones) que incluye temas nuevos y que sería editado solo para el mercado estadounidense e irlandés en CD bajo el nombre de VH1 Presents: The Corrs, Live In Dublin. Ese mismo año actúan por segunda vez en el concierto de Navidad de Ciudad del Vaticano, interpretando When The Stars Go Blue.
Entre 2001 y 2003 Sharon y Caroline se casaron (esta última en Mallorca) y Andrea debutó en el cine, lo que le valió un galardón y varias nominaciones. Entre sus pocas apariciones conjuntas, actuaron en Sudáfrica en los conciertos del 46664, de la fundación Nelson Mandela.

### 2004-2005:Borrowed HeavenyHome

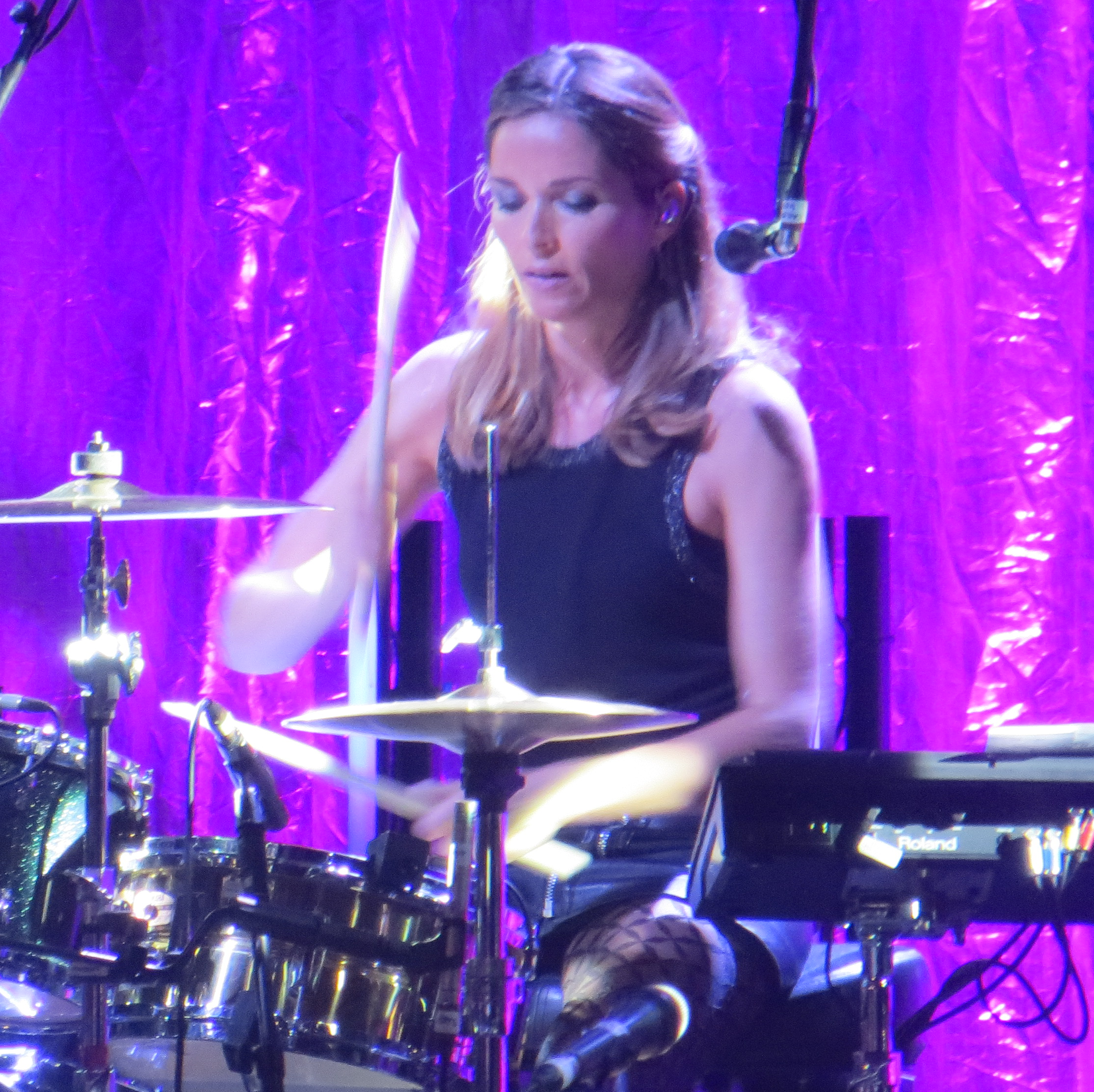
Caroline, a la batería en 2016

Tras cuatro años sin editar un álbum de estudio, en 2004 lanzan Borrowed Heaven con los sencillos "Summer Sunshine", "Angel" y "Long Night". Este tuvo una promoción un tanto menor que los anteriores discos pero consiguió ser número #2 en Reino Unido y España, entre otros países, y vender más de 3 millones de copias a nivel mundial. Llevaron a cabo la gira Borrowed Heaven Tour actuando en numerosas ciudades de Europa, Asia y América. Durante esta gira Caroline no pudo tocar la batería debido a su embarazo, por lo que se centró en percusiones más sencillas y el piano. Se prescindió de ella cuando se acercó el momento de dar a luz y volvió más tarde. El nacimiento de su segunda hija se anunció en directo en un concierto de la gira en París. En 2005 decidieron publicar Home, que recogía temas tradicionales irlandeses (dos de ellos en gaélico) como homenaje a su familia y a la música que les inspiró. Algunos de los temas tenían varios siglos de antigüedad y se desconocen sus autores. En el disco contaron de nuevo con la colaboración de la orquesta de Dublín. Pese a ser un álbum de música tradicional, vendieron 1 millón de copias en todo el mundo, certificando plata en Reino Unido, oro en España y Francia y doble platino en Irlanda. En 2005 se editó un doble DVD que incluía un documental sobre sus 10 años de carrera All The Way Home, y el concierto de Ginebra de la gira Borrowed Heaven. Ese mismo año actuaron en el concierto Live 8. Por último, en noviembre de 2006 se publicó el recopilatorio Dreams: La colección definitiva, cuya edición española incluía el DVD de tres conciertos ofrecidos en Madrid. Decidieron entonces tomar un pausa en su carrera como banda.

### 2006-2014: Parón y trabajos en solitario
Algunos medios consideraron que el grupo se separaba, aunque insistieron en que era una pausa para emprender otros proyectos. Andrea firmó un contrato para grabar su primer disco en solitario, editado en 2007 bajo el título "Ten Feet High". Caroline, Sharon y Jim se centraron entonces en sus respectivos hijos y la propia Andrea contrajo matrimonio con Brett Desmond en 2009.
Se apuntó a 2010 como el posible retorno de la banda aunque finalmente se descartó ante el primer disco en solitario de Sharon, "Dream Of You", lanzado en septiembre de ese año, el segundo de Andrea en 2011, Lifelines, y el segundo trabajo de Sharon en 2013 (The Same Sun). En mayo de 2014 los cuatro hermanos realizan su primera aparición pública en 8 años.

### Regreso y nuevos trabajos

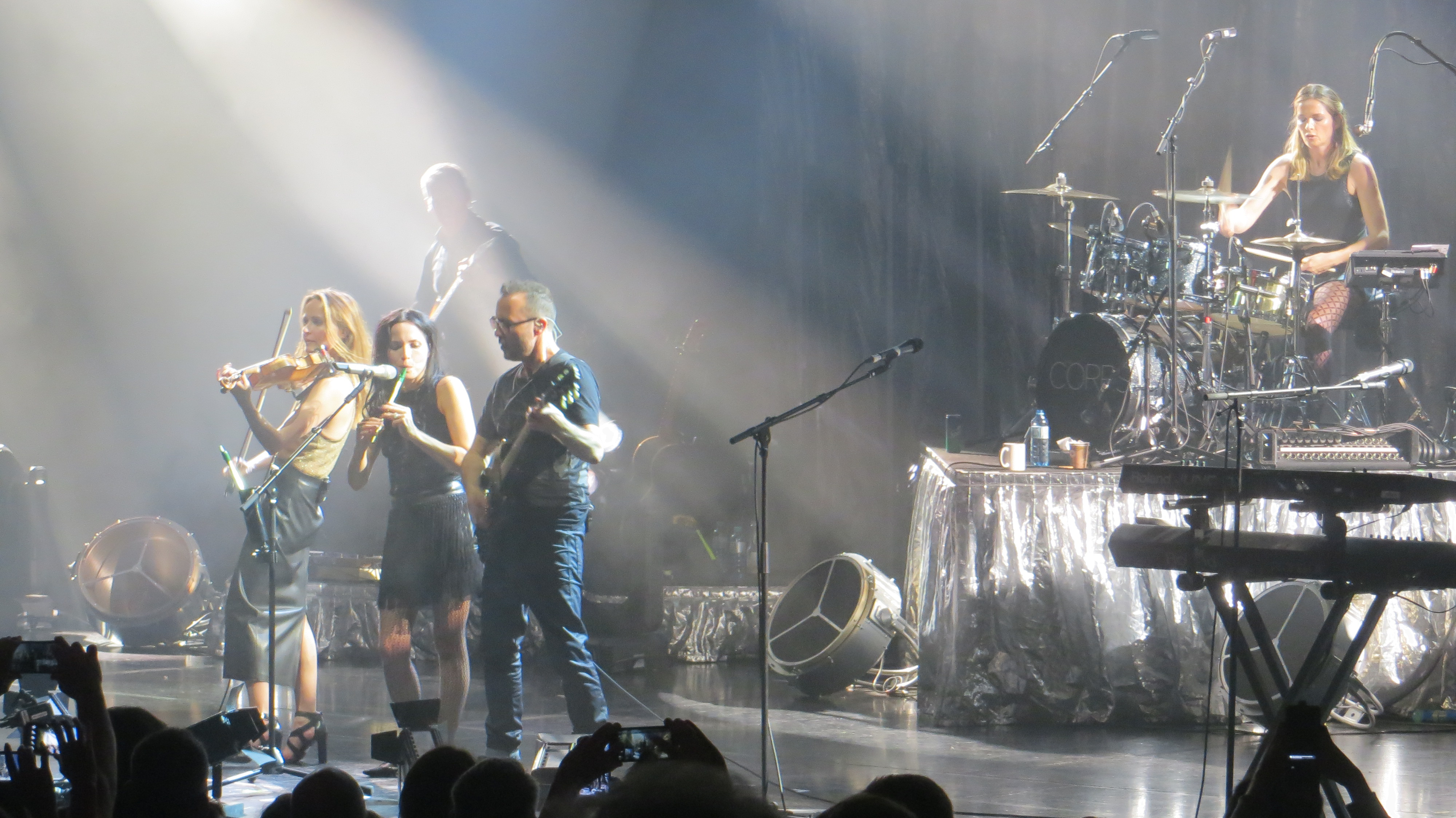
The Corrs en Viena en 2016

En junio de 2015 Andrea Corr anuncia oficialmente el regreso de The Corrs tras casi diez años de parón. El 13 de septiembre de 2015 ofrecen su primer concierto de regreso en el festival Live in Hyde Park en Londres. El primer trabajo de The Corrs en diez años llevó por título White Light y salió a la venta el 27 de noviembre, siendo el primer sencillo "Bring on the night". En enero de 2016 comienza la gira de presentación actuando en numerosos países y en varios festivales con gran éxito, entre ellos el Intercéltico de Lorient y el Isle of Wight.
Ante la buena acogida de la gira de regreso, en noviembre de 2017 editan un séptimo trabajo de estudio, Jupiter Calling, ofreciendo en el Royal Albert Hall de Londres un multitudinario concierto de presentación. Sin embargo, en esta ocasión se prescindió de gira. Este disco fue editado en CD y vinilo. Entonces volvieron a anunciar una pausa como grupo, por lo que Sharon comenzó a preparar su tercer álbum, publicado en 2021. En 2022 ofrecieron un multitudinario concierto en Sidney. Entonces anunciaron una nueva gira que recorrió Indonesia, Filipinas, Australia y Nueva Zelanda en otoño de 2023 con gran éxito. Para esta gira reeditaron el recopilatorio Best of The Corrs de 2001 en diciembre y publicaron un nuevo sencillo, Little Lies, versión del éxito de Fleetwood Mac. A esta gira le siguió un nuevo tour en verano y otoño de 2024 por España, Reino Unido e Irlanda, culminando en noviembre en el estadio O2 Arena de Londres. Dicha gira se alarga a 2025 con nuevos conciertos en Asia y Australia, y en junio de ese año bajo el nombre de "Summer Sunshine tour", recorriendo Irlanda, Reino Unido, Suecia, Alemania y España. Además, en 2024 se reeditaron en formato vinilo todos los álbumes de estudio de The Corrs hasta el momento.
En 2025 obtiene el prestigioso galardón Silver Clef Award. 

#### Éxitos y colaboraciones

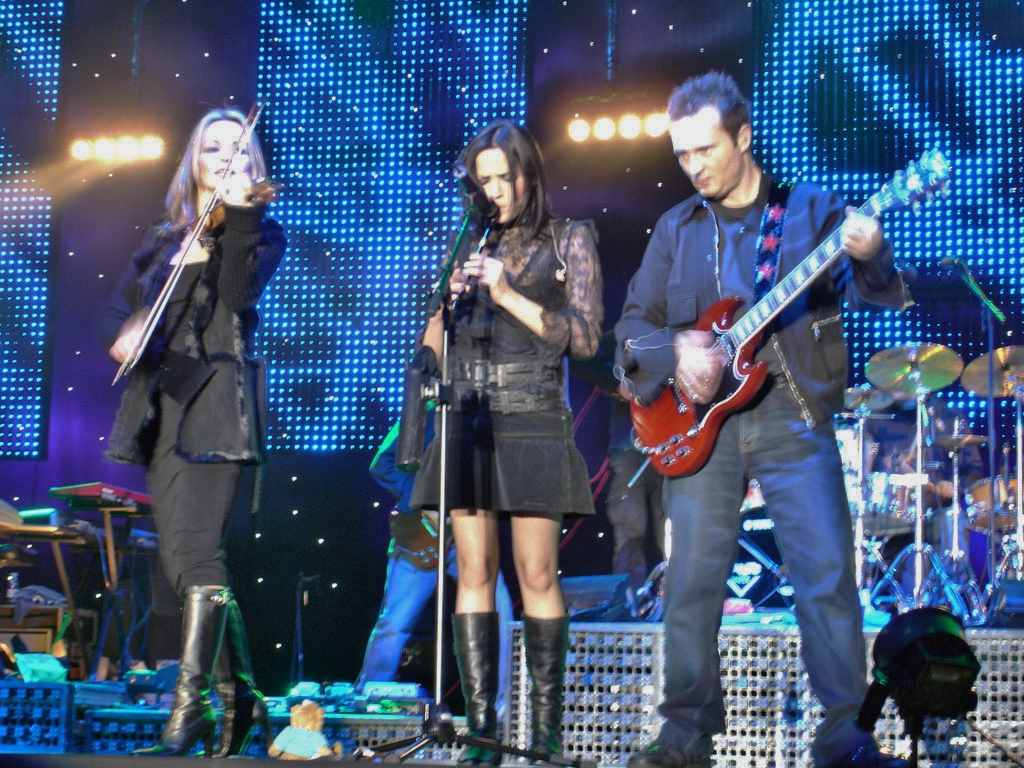
Los hermanos Corr en concierto

Entre sus colaboraciones se encuentran Bono, Pavarotti, Josh Groban, The Chieftains, Sheryl Crow, Ron Wood, Rod Stewart y Alejandro Sanz entre otros. The Corrs fue la banda de música europea con mayores ventas en el continente entre 1996 y 2001, con unos 60 discos de platino en Irlanda. De hecho, uno de cada cuatro irlandeses tiene un disco de The Corrs. España es, después de su país natal y Reino Unido, donde más éxito han tenido. De sus cinco giras mundiales han hecho alrededor de 500 conciertos en directo.
En 2005 fueron condecorados con la Orden del Imperio Británico por sus contribuciones en obras de caridad e industria musical.
Además, entre otros galardones, obtuvieron un premio Billboard, un British Award, dos nominaciones a los Premios Grammy y la mención especial del jurado Premio Ondas de España en 2005.

## Estilo musical e influencias

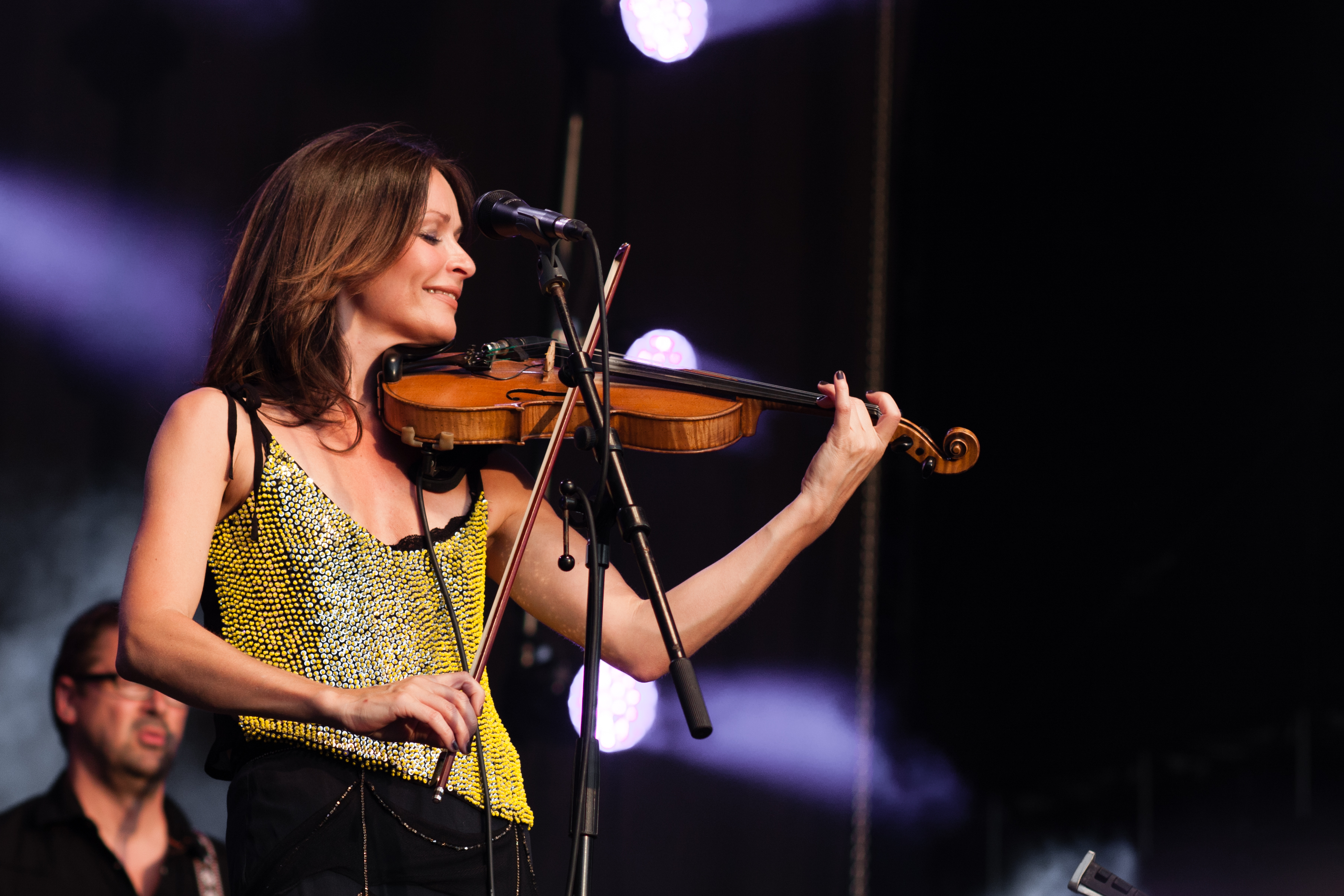
Sharon Corr

Los cuatro miembros de The Corrs realizan las tareas de composición en casi todas sus canciones. Aunque todos tocan varios instrumentos, Andrea se encarga de la voz principal y de tocar la flauta irlandesa tin whistle; Sharon realiza coros y toca el violín; Caroline coros además de batería, bodhrán, cajón y piano; Jim se encarga de las guitarras, piano y órganos. En casi todos sus conciertos se acompañan de Keith Duffy y Anthony Drennan, quienes tocan el bajo y guitarra.
Cuando se les pidió que describieran su género, Caroline dijo que era una "mezcla de ritmos modernos con instrumentos acústicos, violín, flauta irlandesa, batería, y por supuesto las voces, el matrimonio de estos instrumentos es nuestro sonido". La música de The Corrs es típicamente clasificada como folk rock. Esto es evidente en sus dos primeros álbumes, Forgiven, Not Forgotten (con mayor presencia de guitarra) y Talk On Corners. Con In Blue se trasladaron hacia el pop, poniendo énfasis en los sintetizadores e introduciendo de nuevo el violín. En su cuarto álbum, Borrowed Heaven tuvieron de nuevo más importancia las guitarras, conservando el género folk de Talk On Corners. Home es un álbum de música tradicional grabado con orquesta, siendo el tercer álbum con acompañamiento orquestal después de Unplugged y Live In Dublin. En el trabajo White Light se diferencian dos partes; una con una producción más cercana a In Blue y otra con mayor presencia acústica y folk. En último trabajo, Jupiter Calling se acerca más al sonido indie combinando con los instrumentos característicos de la banda. En todos sus conciertos dejan espacio para canciones instrumentales, unas compuestas por ellos y otras melodías tradicionales adaptadas como "Toss The feathers", "Joy Of Life" o "Erin Shore". También es común que añadan melodías nuevas con violín y tin a canciones de otros artistas como "Little Wing", "Everybody Hurts", "Dreams" o "The Long An Winding Road". 
Las principales influencias de The Corrs fueron sus padres, que eran músicos y les animaron a aprender a tocar diversos instrumentos. También se inspiran en músicos como The Eagles, The Police, The Carpenters, Rolling Stones, Simon & Garfunkel, Fleetwood Mac así como la música tradicional irlandesa.

## Filantropía
The Corrs han participado activamente en el apoyo a causas benéficas y filantrópicas y operaciones de socorro. En 1998, The Corrs participaron en el Pavarotti and Friends para el concierto de caridad para niños de Liberia. El concierto se celebró en Módena, Italia y fue organizado por Luciano Pavarotti. Entre los otros artistas que participaron fueron Jon Bon Jovi, Natalie Cole, Pino Daniele, Céline Dion, Florent Pagny, Eros Ramazzotti, Spice Girls, Vanessa L. Williams, Stevie Wonder, Trisha Yearwood y Zucchero. El concierto recaudó dinero que se utilizó para construir el Pavarotti y amigos del pueblo de Liberia para niños y para proveer un refugio para los huérfanos en Liberia durante la guerra civil. The Corrs, junto a Sinéad O'Connor, Van Morrison, Boyzone, U2 y Enya han tenido un concierto de caridad en 1998, para recaudar fondos para las víctimas del atentado de Omagh en Irlanda del Norte.
La madre de The Corrs Jean falleció en Inglaterra. La banda mostró su agradecimiento al hospital donde murió su madre con un concierto de caridad que se celebró en 2001 en la Arena Telewest y obtuvo unos beneficios de más de £ 100,000. El dinero fue utilizado para ampliar el Centro William Leech del hospital que se dedica a la investigación sobre el tratamiento del pulmón.
Son embajadores de la Nelson Mandela "46664" de campaña, donde se presentaron en vivo para crear conciencia del sida en África. El concierto se celebró el 29 de noviembre de 2003 en Ciudad del Cabo, Sudáfrica. El concierto tuvo como objetivo "aumentar la conciencia sobre el VIH en África y se puso en marcha la"46664" y el dinero recaudado fue donado a la Fundación Nelson Mandela para el sida. Durante el Live 8 en Edimburgo el 2 de julio de 2005, The Corrs realizó "When the stars go blue" para promover la campaña Make Poverty History que pretende aumentar la concienciación y la presión de los gobiernos a tomar acciones para eliminar la pobreza absoluta.
En reconocimiento a su trabajo de caridad, fueron nombrados miembros de honor de la Orden del Imperio Británico en 2005 por la reina Isabel II.

## Discografía
Álbumes de estudio